# HD12767
HD12767 — хімічно пекулярна зоря спектрального класу A0, що має видиму зоряну величину в смузі V приблизно  4,7.
Вона  розташована на відстані близько 361,2 світлових років від Сонця.

## Фізичні характеристики
Зоря HD12767 обертається 
порівняно повільно 
навколо своєї осі. Проєкція її екваторіальної швидкості на промінь зору становить  Vsin(i)= 44км/сек.
Телескоп Гіппаркос зареєстрував фотометричну змінність  даної зорі з періодом    1,89 доби в межах від  Hmin= 4,65 до  Hmax= 4,62.

## Пекулярний хімічний вміст
Зоряна атмосфера HD12767 має підвищений вміст 
Si
.

## Магнітне поле
Спектр даної зорі вказує на наявність магнітного поля у її зоряній атмосфері.
Напруженість повздовжної компоненти поля оціненої з аналізу
крил ліній Бальмера
становить  242,1±  93,9 Гаус.